# Puzieux (Mosela)
Puzieux é uma comuna francesa na região administrativa de Grande Leste, no departamento de Mosela. Estende-se por uma área de 6,27 km². Em 2010 a comuna tinha 181 habitantes (densidade: 28,9 hab./km²).